# Robert Plot
Robert Plot, född 13 december 1640 i Borden, Kent, död 30 april 1696 i Borden, Kent, var en engelsk naturvetare som skrev boken The Natural History of Staffordshire år 1686.